# Oromia (regija)
Za istoimenu upravnu zonu u regiji Amhara v. Zona Oromia

Oromia (nekad označavana kao Oromija, Oromiya odnosno Oromiyaa na oromifi) jedna od devet etničkih podjela (kililoch) Etiopije.  Pokriva 353.632 km2 od istoka prema jugozapadu zemlje, a stanovništvo joj je godine 2002. procijenjeno na oko 24 milijuna, čineći je najvećom državom i prema broju stanovnika i prema površini. Sadrži bivšu pokrajinu Arsi zajedno s dijelovima bivših pokrajina Bale, Hararge, Ilubabor, Kaffa, Šoa,  Sidamo i Velega. Trenutni glavni grad je Adama; ostali važni gradovi i naselja su Debre Zejit, Dembidolo, Jimma, Nekemte i Šašamane. 
Među oromskim separatistima, Oromija je naziv koji se koristi za predloženu nezavisnu nacionalnu državu naroda Oromo, koja bi se trebala sastojati od istog teritorija koja čini današnju de jure regionalnu državu.
Prije 21. stoljeća, regionalni glavni grad Oromije bio je Adis Abeba, također poznat pod nazivom Finfinne (izvorni naziv na oromifi). Premještanje regionalne prijestolnice u Adamu je izazvalo velike kontroverze. Kritičari tog poteza vjeruju da etiopska vlada nastoji umanjiti značaj položaja Adis Abebe unutar Oromije. S druge strane vlada tvrdi da se za Addis Ababu "utvrdilo da je neprikladna za razvitak jezika, kulture i proučavanja povijesti naroda Oromo."
10. lipnja 2005. je Oromska narodna demokratska organizacija, dio vladajuće koalicije EPRDF, službeno objavila planove da se državni glavni grad vrati u Finfinne.

## Stanovništvo
Prema brojkama koje je 2005. godine objavila etiopska Središnja statistička agencija (SSA), Oromia je imala procijenjenih 26,553.000 stanovnika, od čega su 13,249.999 bili muškarci, a 13,303.001 ženee. Za 23,030.000 ili 86.7% stanovnika se procjenjivalo da žive na selu, dok su 3,523.000 ili 13,3% predstavljali gradsko stanovništvo. S procijenjenom površinom od 353.006,81 četvornih kilometara, ova je regija imala procijenjenu gustoću od 75,22 stanovnika po četvornom kilometru.
Ove se procjene temelje na popisu stanovništva iz 1994. godine, prema kome je bilo zabilježeno ukupno 18,732.525 stanovnika, od čega 9,371.228 muškaraca i 9,361.297 žena. Ruralno stanovništvo države je činilo 89,5% ukupno broja. 44,3% su bili muslimani, 41,3% pravoslavni kršćani, 8,6% protestanti, a 4,2% sljedbenici tradicionalnih religija. Preostalih 1,6% čine druge vjerske grupe; u urbanim područjima pravoslavci čine 67,8% stanovništva, a slijede ih muslimani s 24,0% i protestanti s 7%.
Vodeće etničke grupe unutar države su Oromci (85%), Amhara (9,1%) i Gurage (1,3% - od čega Sebat Bet Gurage, Soddo Gurage i Silt'e). Preostalih 4,6% čine druge etničke grupe.
Oromifu, govori najviše stanovnika (83,5% ), ona se danas piše na latinici. Ostali vodeći jezici su amharski (11%), guraga (Sebat Bet Gurage, Soddo, Silt'e), Hadiya, Gedeo (0,98%) te tigrinja (0,25%).

## Gospodarstvo
SSA je izvijestila kako je u razdoblju 2004. – 2005. u Oromiji proizvedeno 115.083 tona kave, što se temelji na inspekcijskim podatcima Etiopske uprave za kavu i čaj. To predstavlja 50,7% ukupne proizvodnje u Etiopiji. Seljaci u regiji imaju procijenjenih 17,214.540 goveda (ili 44,4% ukupnog broja u Etiopiji), 6,905.370 ovaca (39,6%), 4,849.060 koza (37,4%), 959.710 konja (63,25%), 63.460 mazga (43,1%), 278.440 magaraca (11,1%), 139.830 deva (30,6%), 11,637.070 svih vrsta peradi (37.7%), te 2,513.790 košnica (57.73%).
Prema publikaciji Svjetske banke iz marta 2003. godine, prosječno ruralno gospodarstvo ima 1,14 hektara zemlje u usporedbi s nacionalnim prosjekom od 1,01 hektara, dok 24% stanovništva je zaposleno izvan poljoprivrede, što je niže od nacionalnog prosjeka koji iznosi 25%.

## Predsjednici Izvršnog odbora
- Hassen Ali (1992?  - 1995.)
- Kuma Demeksa (OPDO) (1995 - 24. svibnja 2001.)
- ispražnjeno mjesto? (24. svibnja - 28. listopada 2001.)
- Juneidi Sad (28. listopada 2001 -  6. listopada 2005.)
- Abadula Gemeda OPDO (6.listopada 2005 - trenutno)

(Ovaj popis se temelji na informacijama s Worldstatesmen.org.)

## Zone
- Zona Arsi
- Zona Bale
- Zona Borena
- Zona Ilubabor
- Zona Jima
- Zona Mirab (Zapadni Hararge)
- Zona Mirab (Zapadna Šoa)
- Zona Mirab (Zapadna Velega)
- Zona Misrak (Istočni Hararge)
- Zona Misrak (Istočna Šoa)
- Zona Misrak (Istočna Velega)
- Zona Semien (Sjeverna Šoa)

## V. također
- Popis woreda u Oromijskoj regiji